# CNN 360°
CNN 360° é um telejornal brasileiro produzido pela CNN Brasil. Exibido desde 16 de março de 2020 e transmitido a partir dos estúdios da emissora na cidade de São Paulo, também é integrado com apresentadores em Brasília e no Rio de Janeiro. O noticiário apresenta o balanço das principais notícias do dia e proporciona discussões em debates. O telejornal foi ancorado por Daniela Lima até 21 de junho de 2023.
Desde sua estreia, o telejornal era ancorado por Daniela Lima: ela teve a companhia de Reinaldo Gottino até o dia 29 de maio de 2020, data que ele deixou a emissora. Em 8 de junho, Rafael Colombo (ex-Band) assumiu o noticiário como substituto efetivo de Gottino, momento em que o telejornal ganhou mais 30 minutos de duração, indo ao ar das 15h30 às 18h30.
Em 22 de junho, Carol Nogueira passa a ancorar o CNN 360° ao lado de Daniela Lima, em uma troca de funções com Rafael Colombo, que assumiu o lugar dela no CNN Novo Dia (ambas as funções eram anteriormente de Reinaldo Gottino). Em 3 de novembro de 2020, Gloria Vanique assume a ancoragem do telejornal no lugar de Carol Nogueira, que retornou ao posto de âncora do Jornal da CNN (o qual ela era interina à época em que Gottino saiu da CNN).
Em abril de 2021, a emissora anuncia que Daniela Lima passaria a ancorar o telejornal sozinha.
Em 1 de dezembro de 2022, o jornal passa a ser exibido de 15h às 18h. Em 10 de dezembro, o jornal passa a ter edições de sábado e domingo substituindo os plantões CNN Sábado/Domingo - Tarde na grade.
Em 21 de junho de 2023, Daniela Lima apresentou pela última vez o jornal, já que no dia seguinte, 22, anunciou sua demissão da CNN Brasil. Ela foi substituída temporiamente por Raquel Landim, que depois assumiu seu lugar oficialmente.
Em 28 de outubro de 2023, com a estreia de um novo telejornal à tarde, Bastidores CNN, o CNN 360° passou a ser exibido das 16h às 18h. As edições de sábado e domingo do telejornal foram exibidas pela última vez em setembro de 2023, quando deram lugar a uma nova versão do Agora CNN a partir de 30 de setembro de 2023.
Em 2024, Raquel Landim deixou a emissora e migrou para o UOL. Em seu lugar, Débora Bergamasco assumiu o comando do CNN 360° ao lado de Iuri Pitta.

## Cronologia de Apresentadores
- Daniela Lima (2020-2023)
- Reinaldo Gottino (2020)
- Evandro Cini (2020)
- Rafael Colombo (2020)
- Carol Nogueira (2020)
- Glória Vanique (2020-2021)[5][13]
- Raquel Landim (2023-2024)
- Iuri Pitta (desde 2024)
- Débora Bergamasco (desde 2024)

Eventuais
- Carol Nogueira (2020 e desde 2022)
- Elisa Veeck (desde 2023)
- Gustavo Uribe (desde 2023)
- Julliana Lopes (desde 2023)
- Muriel Porfiro (desde 2022)
- Tainá Falcão (desde 2021)
- Tainá Farfan (desde 2023)

Ex-eventuais
- Daniel Adjuto (2020)
- Evandro Cini (2020)
- Tais Lopes (2020)
- Roberta Russo (2020-2021)
- Diego Sarza (2020-2021)
- Kenzô Machida (2021-2022)
- Raquel Landim (2023)
- Iuri Pitta (2020 e 2023)

## Analistas
O programa apresenta as análises de: Américo Martins (internacional), Fernando Nakagawa (economia), Gustavo Uribe (política), Iuri Pitta (política) e Thais Arbex (política).